# Abandon de propriété
L’abandon de propriété est, en droit civil, un acte par lequel une personne physique ou morale, propriétaire ou copropriétaire, renonce à son droit de propriété sur un bien au bénéfice d'une personne désignée afin d'éviter une charge.

## Droit français
La charge à laquelle on renonce peut être un abandon de mitoyenneté (articles 656 et 667 du code civil), une servitude (article 669 du code civil).

## Droit québécois
En droit québécois, les articles 934, 935 et 936 du Code civil du Québec traitent des biens  abandonnés : 

« 934. Sont sans maître les biens qui sont sans propriétaire ou qui ont été abandonnés.
Sont réputés abandonnés les meubles de peu de valeur ou très détériorés qui sont laissés en des lieux publics, y compris sur la voie publique ou dans des véhicules qui servent au transport du public.
935. Les meubles sans maître appartiennent à la personne qui se les approprie par occupation.
Les meubles abandonnés que personne ne s’approprie appartiennent aux municipalités qui les recueillent sur leur territoire ou à l’État.
936. Les immeubles sans maître appartiennent à l’État. Toute personne peut néanmoins les acquérir, par accession naturelle ou prescription, à moins que l’État ne possède ces immeubles ou ne s’en soit déclaré propriétaire par un avis du ministre du Revenu inscrit au registre foncier. »

Cependant, l'art. 916  (2) C.c.Q. précise que nul ne peut s'approprier des biens de l'État ou d'une personne morale de droit public, puisque les biens publics ne sont pas soumis aux règles ordinaires en matière d'abandon de propriété : 

« Cependant, nul ne peut s’approprier par occupation, prescription ou accession les biens de l’État, sauf ceux que ce dernier a acquis par succession, vacance ou confiscation, tant qu’ils n’ont pas été confondus avec ses autres biens. Nul ne peut non plus s’approprier les biens des personnes morales de droit public qui sont affectés à l’utilité publique. »